# Collegio elettorale di Sala Consilina (Camera dei deputati)
Il collegio di Sala Consilina fu un collegio elettorale uninominale della Repubblica Italiana per l'elezione della Camera dei deputati. Apparteneva alla circoscrizione Campania 2 e fu utilizzato per eleggere un deputato nella XII, XIII e XIV legislatura.
Venne istituito nel 1993 con la cosiddetta Legge Mattarella (Legge n. 277, Nuove norme per l'elezione della Camera dei deputati), attuata in seguito al referendum abrogativo del 1993. La legge istituì per la Camera dei deputati e per il Senato della Repubblica un sistema di elezione misto, in parte maggioritario e in parte proporzionale. Il 75% dei parlamentari dell'assemblea veniva eletto in collegi uninominali tramite sistema maggioritario a turno unico; il restante 25% alla Camera veniva eletto tramite sistema proporzionale con liste bloccate.
Il collegio venne abolito insieme a tutti gli altri che costituivano la Camera con la promulgazione della legge elettorale successiva, la cosiddetta Legge Calderoli. Questa prevedeva un sistema proporzionale con premio di maggioranza, che alla Camera veniva attribuito a livello nazionale.

## Territorio
Il collegio di Sala Consilina era uno dei 47 collegi uninominali in cui era suddivisa la Campania e, come previsto dal D.Lgs. del 20 dicembre 1993 n. 536, era interamente compreso nella provincia di Salerno e comprendeva i seguenti comuni: Aquara, Atena Lucana, Auletta, Bellosguardo, Buccino, Buonabitacolo, Caggiano, Casalbuono, Castel San Lorenzo, Castelnuovo di Conza, Colliano, Contursi Terme, Corleto Monforte, Laviano, Monte San Giacomo, Montesano sulla Marcellana, Oliveto Citra, Ottati, Padula, Palomonte, Pertosa, Petina, Polla, Ricigliano, Roccadaspide, Romagnano al Monte, Roscigno, Sacco, Sala Consilina, Salvitelle, San Gregorio Magno, San Pietro al Tanagro, San Rufo, Sant'Angelo a Fasanella, Sant'Arsenio, Santomenna, Sanza, Sassano, Sicignano degli Alburni, Teggiano e Valva.

## Eletti
| Elezione | Elezione | Deputato          | Partito                   |
| -------- | -------- | ----------------- | ------------------------- |
|          | 1994     | Vincenzo Mattina  | Progressisti (RS)         |
|          | 1996     | Giuseppe Fronzuti | Polo per le Libertà (CCD) |
|          | 2001     | Francesco Brusco  | Casa delle Libertà (CCD)  |

## Dati elettorali

### XII legislatura

#### Risultati proporzionale
| Coalizioni        | Coalizioni                  | Liste                       | Liste                              | Voti   | %     |
| ----------------- | --------------------------- | --------------------------- | ---------------------------------- | ------ | ----- |
|                   | Progressisti                |                             | Partito Democratico della Sinistra | 9.149  | 12,88 |
|                   | Progressisti                | Partito Socialista Italiano | 7.474                              | 10,52  |       |
|                   | Progressisti                | Rifondazione Comunista      | 3.051                              | 4,29   |       |
|                   | Progressisti                | Federazione dei Verdi       | 1.680                              | 2,36   |       |
|                   | Progressisti                | Alleanza Democratica        | 512                                | 0,72   |       |
| Totale coalizione | Totale coalizione           | 21.866                      | 30,77                              |        |       |
|                   | Patto per l'Italia          |                             | Partito Popolare Italiano          | 12.927 | 18,19 |
|                   | Patto per l'Italia          | Patto Segni                 | 5.601                              | 7,88   |       |
| Totale coalizione | Totale coalizione           | 18.528                      | 26,07                              |        |       |
|                   | Alleanza Nazionale          | Alleanza Nazionale          | Alleanza Nazionale                 | 13.094 | 18,43 |
|                   | Forza Italia                | Forza Italia                | Forza Italia                       | 12.104 | 17,03 |
|                   | Lista Pannella              | Lista Pannella              | Lista Pannella                     | 1.904  | 2,68  |
|                   | Unità Popolare              | Unità Popolare              | Unità Popolare                     | 1.374  | 1,93  |
|                   | Socialdemocrazia            | Socialdemocrazia            | Socialdemocrazia                   | 1.321  | 1,86  |
|                   | Unione Democratica Italiana | Unione Democratica Italiana | Unione Democratica Italiana        | 324    | 0,46  |
|                   | Riformisti Irpini           | Riformisti Irpini           | Riformisti Irpini                  | 274    | 0,39  |
|                   | Alleanza Meridionale        | Alleanza Meridionale        | Alleanza Meridionale               | 268    | 0,38  |
| Totale            | Totale                      | Totale                      | Totale                             | 71.057 |       |

#### Risultati uninominale
|                               | Vincenzo Mattina ✔️ Eletto | Progressisti                       | 23 641 | 32,35 |  |  |  |  |  |
|                               | Angelo Paladino            | Patto per l'Italia                 | 19 100 | 26,14 |  |  |  |  |  |
|                               | Francesco De Luca          | Alleanza Nazionale                 | 13 816 | 18,91 |  |  |  |  |  |
|                               | Giovanni D'Angelo          | FI - CCD - UDC - PLD               | 13 533 | 18,52 |  |  |  |  |  |
|                               | Ciro Botta                 | Lista Marco Pannella - Riformatori | 2 987  | 4,09  |  |  |  |  |  |
| Totale                        | Totale                     | Totale                             | 73 077 | 100   |  |  |  |  |  |
|                               |                            |                                    |        |       |  |  |  |  |  |
| Fonte: Ministero dell'interno |                            |                                    |        |       |  |  |  |  |  |

### XIII legislatura

#### Risultati proporzionale
| Coalizioni        | Coalizioni                         | Liste                                     | Liste                              | Voti   | %     |
| ----------------- | ---------------------------------- | ----------------------------------------- | ---------------------------------- | ------ | ----- |
|                   | Polo per le Libertà                |                                           | Forza Italia                       | 15.438 | 22,36 |
|                   | Polo per le Libertà                | Alleanza Nazionale                        | 13.023                             | 18,86  |       |
|                   | Polo per le Libertà                | CCD-CDU                                   | 9.035                              | 13,09  |       |
| Totale coalizione | Totale coalizione                  | 37.496                                    | 54,31                              |        |       |
|                   | L'Ulivo                            |                                           | Partito Democratico della Sinistra | 10.355 | 15,00 |
|                   | L'Ulivo                            | Popolari per Prodi (PPI-SVP-PRI-UD-Prodi) | 7.070                              | 10,24  |       |
|                   | L'Ulivo                            | Rinnovamento Italiano                     | 3.274                              | 4,74   |       |
|                   | L'Ulivo                            | Federazione dei Verdi                     | 1.203                              | 1,74   |       |
| Totale coalizione | Totale coalizione                  | 21.902                                    | 31,72                              |        |       |
|                   | Progressisti                       |                                           | Rifondazione Comunista             | 4.604  | 6,67  |
|                   | Partito Socialista                 | Partito Socialista                        | Partito Socialista                 | 2.378  | 3,44  |
|                   | Movimento Sociale Fiamma Tricolore | Movimento Sociale Fiamma Tricolore        | Movimento Sociale Fiamma Tricolore | 1.366  | 1,98  |
|                   | Lista Pannella - Sgarbi            | Lista Pannella - Sgarbi                   | Lista Pannella - Sgarbi            | 782    | 1,13  |
|                   | Patto per l'Agro                   | Patto per l'Agro                          | Patto per l'Agro                   | 303    | 0,44  |
|                   | Movimento Rinascita Italiana       | Movimento Rinascita Italiana              | Movimento Rinascita Italiana       | 213    | 0,31  |
| Totale            | Totale                             | Totale                                    | Totale                             | 69.044 |       |

#### Risultati uninominale
|                               | Giuseppe Fronzuti ✔️ Eletto | Polo per le Libertà | 33 073 | 47,81 |  |  |  |  |  |
|                               | Vincenzo Mattina            | L'Ulivo             | 32 219 | 46,57 |  |  |  |  |  |
|                               | Vincenzo Francesco Mancusi  | Fiamma Tricolore    | 3 885  | 5,62  |  |  |  |  |  |
| Totale                        | Totale                      | Totale              | 69 177 | 100   |  |  |  |  |  |
|                               |                             |                     |        |       |  |  |  |  |  |
| Fonte: Ministero dell'interno |                             |                     |        |       |  |  |  |  |  |

### XIV legislatura

#### Risultati proporzionale
| Coalizioni        | Coalizioni              | Liste                   | Liste                                 | Voti   | %     |
| ----------------- | ----------------------- | ----------------------- | ------------------------------------- | ------ | ----- |
|                   | Casa delle Libertà      |                         | Forza Italia                          | 22.932 | 33,01 |
|                   | Casa delle Libertà      | Alleanza Nazionale      | 8.897                                 | 12,81  |       |
|                   | Casa delle Libertà      | CCD-CDU                 | 3.087                                 | 4,44   |       |
|                   | Casa delle Libertà      | Nuovo PSI               | 1.855                                 | 2,67   |       |
| Totale coalizione | Totale coalizione       | 36.771                  | 52,93                                 |        |       |
|                   | L'Ulivo                 |                         | La Margherita (Dem - PPI - RI- UDEUR) | 8.788  | 12,65 |
|                   | L'Ulivo                 | Democratici di Sinistra | 7.395                                 | 10,64  |       |
|                   | L'Ulivo                 | Il Girasole (FdV - SDI) | 2.789                                 | 4,01   |       |
|                   | L'Ulivo                 | Comunisti Italiani      | 691                                   | 0,99   |       |
| Totale coalizione | Totale coalizione       | 19.663                  | 28,29                                 |        |       |
|                   | Democrazia Europea      | Democrazia Europea      | Democrazia Europea                    | 3.874  | 5,58  |
|                   | Lista Di Pietro         | Lista Di Pietro         | Lista Di Pietro                       | 3.211  | 4,62  |
|                   | Rifondazione Comunista  | Rifondazione Comunista  | Rifondazione Comunista                | 2.326  | 3,35  |
|                   | Lista Pannella - Bonino | Lista Pannella - Bonino | Lista Pannella - Bonino               | 1.205  | 1,73  |
|                   | Fiamma Tricolore        | Fiamma Tricolore        | Fiamma Tricolore                      | 917    | 0,32  |
|                   | Socialisti Autonomisti  | Socialisti Autonomisti  | Socialisti Autonomisti                | 475    | 0,68  |
|                   | Liberi e Forti          | Liberi e Forti          | Liberi e Forti                        | 474    | 0,68  |
|                   | Movimento delle Libertà | Movimento delle Libertà | Movimento delle Libertà               | 324    | 0,47  |
|                   | Paese Nuovo             | Paese Nuovo             | Paese Nuovo                           | 137    | 0,20  |
|                   | Abolizione scorporo     | Abolizione scorporo     | Abolizione scorporo                   | 100    | 0,14  |
| Totale            | Totale                  | Totale                  | Totale                                | 69.477 |       |

#### Risultati uninominale
|                               | Francesco Brusco ✔️ Eletto | Casa delle Libertà | 33 471 | 45,13 |  |  |  |  |  |
|                               | Gennaro Mucciolo           | L'Ulivo            | 28 067 | 37,85 |  |  |  |  |  |
|                               | Giuseppe Colucci           | Democrazia Europea | 8 388  | 11,31 |  |  |  |  |  |
|                               | Luigi Conte                | Lista Di Pietro    | 3 015  | 4,07  |  |  |  |  |  |
|                               | Piero Del Bagno            | Lista Emma Bonino  | 1 218  | 1,64  |  |  |  |  |  |
| Totale                        | Totale                     | Totale             | 74 159 | 100   |  |  |  |  |  |
|                               |                            |                    |        |       |  |  |  |  |  |
| Fonte: Ministero dell'interno |                            |                    |        |       |  |  |  |  |  |